# Воздушно-десантные войска
Воздушно-десантные войска (ВДВ) — род войск вооружённых сил, предназначенный для охвата и уничтожения любых сил противника, выполнения диверсионных задач в его тылу по нарушению управления войсками, захвату и уничтожению наземных элементов высокоточного оружия, срыву выдвижения и развертывания резервов, нарушению работы тыла и коммуникаций, а также по прикрытию (обороне) отдельных направлений, районов, открытых флангов, блокированию и уничтожению высаженных воздушных десантов, прорвавшихся группировок противника и выполнения других задач.
Также ВДВ часто применяются как силы быстрого реагирования.
Основным способом доставки ВДВ является десантирование как парашютным, так и посадочным способом. Также подразделения могут доставляться на вертолётах; в период Второй мировой войны практиковалась доставка на планерах.
В разных странах воздушно-десантные войска называют по-разному: воздушная пехота, крылатая пехота, силы (войска) быстрого реагирования, аэромобильные войска, высокомобильные десантные войска, командос (британские коммандос), "Переносимые по воздуху, "(Airborne Force в США)  и др.
Состоят из центрального органа военного управления (управление, штаб), соединений, частей, подразделений и учреждений (например, в России: Рязанское высшее воздушно-десантное командное училище).
В мирное время Воздушно-десантные войска выполняют основные задачи по поддержанию боевой и мобилизационной готовности на уровне, обеспечивающем их успешное применение по предназначению.

## История
В 1911 году русский артиллерийский офицер Г.Е. Котельников изобрёл первый в мире ранцевый парашют.
В 1930 году на учениях Московского военного округа впервые было выброшено на парашютах десантное подразделение для выполнения тактической задачи в тылу противника.
10 мая 1940 года была осуществлена первая в мире боевая операция ВДВ, в результате которой немецкими десантниками был захвачен знаменитый бельгийский форт Эбен-Эмаэль.

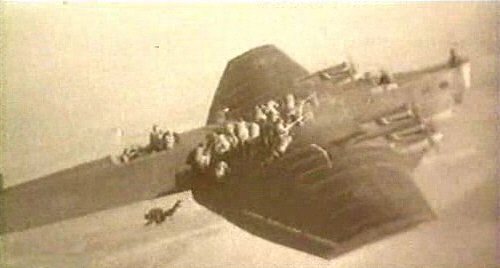
Высадка парашютного десанта с бомбардировщика ТБ-3.
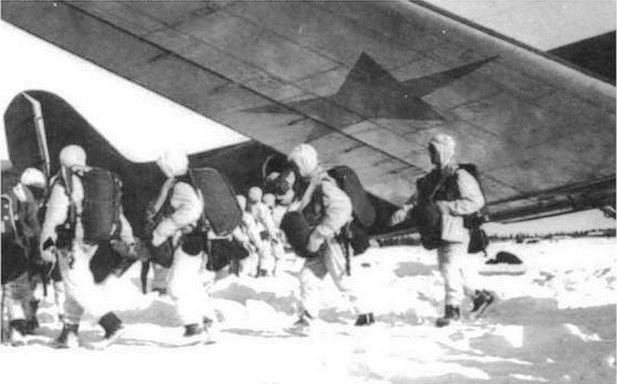
Посадка десантников РККА на самолёты, зима 1941/42 года
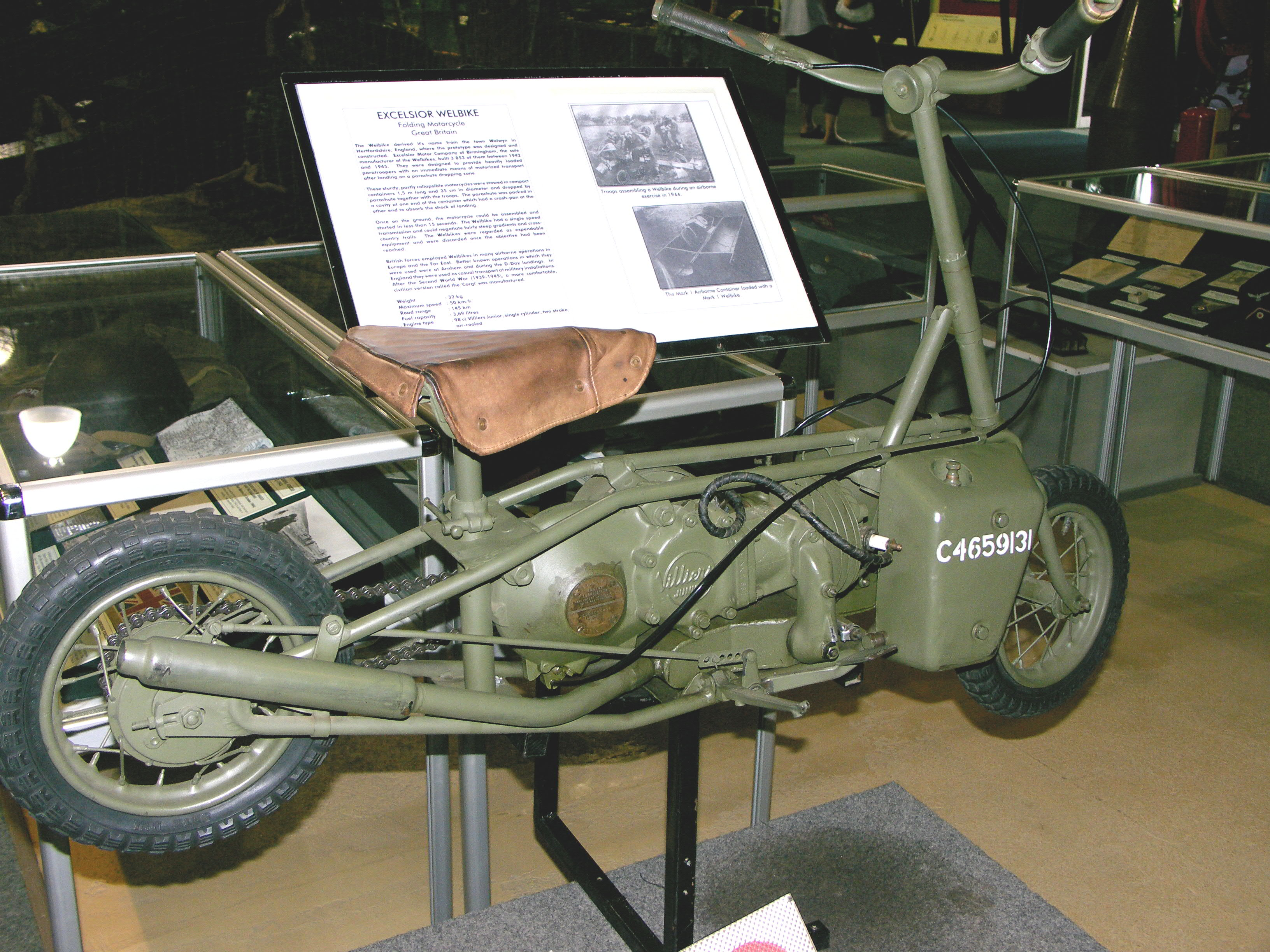
Складной мопед, применявшийся британскими парашютистами во время ВМВ. Мопед собирался и заводился за 15 с (вес 32 кг, скорость до 50 км/ч.
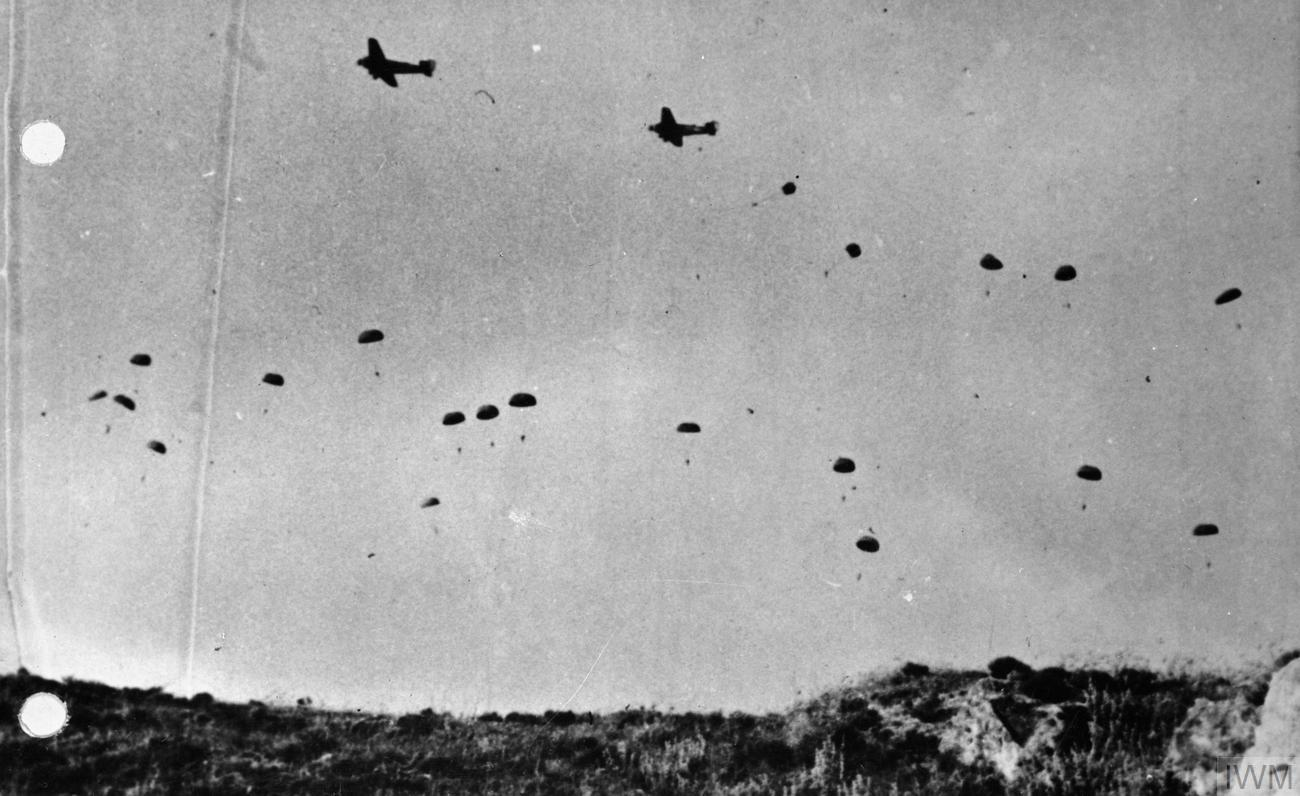
Немецкие парашютисты десантируются на остров Крит, май 1941
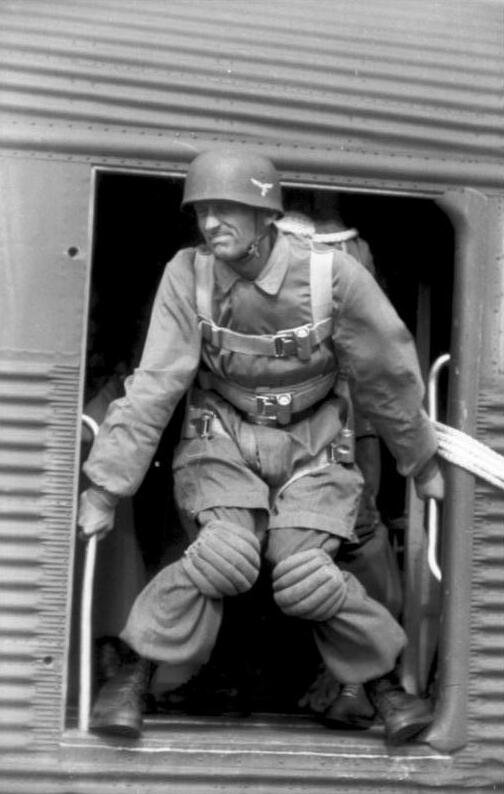
Немецкие десантники перед прыжком из транспортного самолёта Ju 52
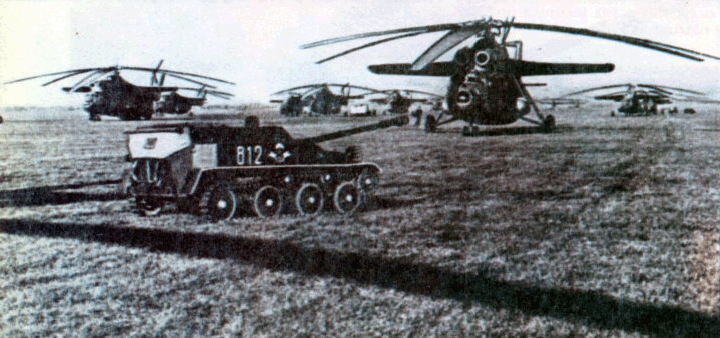
Тяжёлые транспортные вертолёты Ми-6 военно-транспортной авиации СССР. На переднем плане АСУ-57 — авиадесантная САУ,  1960-е годы

## Вооружение и военная техника
Вооружение и военная техника воздушно-десантных формирований выбирается по критериям авиатранспортабельности и, в некоторых случаях, авиадесантируемости. Чаще всего, ВДВ разных стран имеют на вооружении автомобили или общевойсковую технику подходящую по массово-габаритным характеристикам для перевозки военно-транспортной авиацией, имеющейся на вооружении конкретной страны. Поэтому танковые подразделения в большинстве случаев отсутствуют.
Основу вооружения российских ВДВ составляют БМД-2, 122-мм гаубица Д-30, 120-мм самоходные миномёты Нона-С, ЗУ-23, ПЗРК «Игла».
В американских воздушно-десантных дивизиях оснащение однотипно с пехотными бригадами и состоит из автомобилей на базе HMMWV, M1117 ASV, тягачей и грузовиков 8×8 HEMTT, 2,5-/5-тонных грузовиков 4×4/6×6 FMTV и гаубиц M119, M777.
Во французской 11-й воздушно-десантной бригаде вооружение состоит из колёсных танков AMX-10RC и ERC 90, ПТРК MILAN, бронетранспортёра VAB, бронеавтомобилей VBL и PVP, 120-мм миномёта RTF1, полевых контрбатарейных, противовоздушных и разведывательных радаров RATAC, RASIT, SIROCCO, MARTHA NC1, дронов DRAC, ПЗРК Mistral.

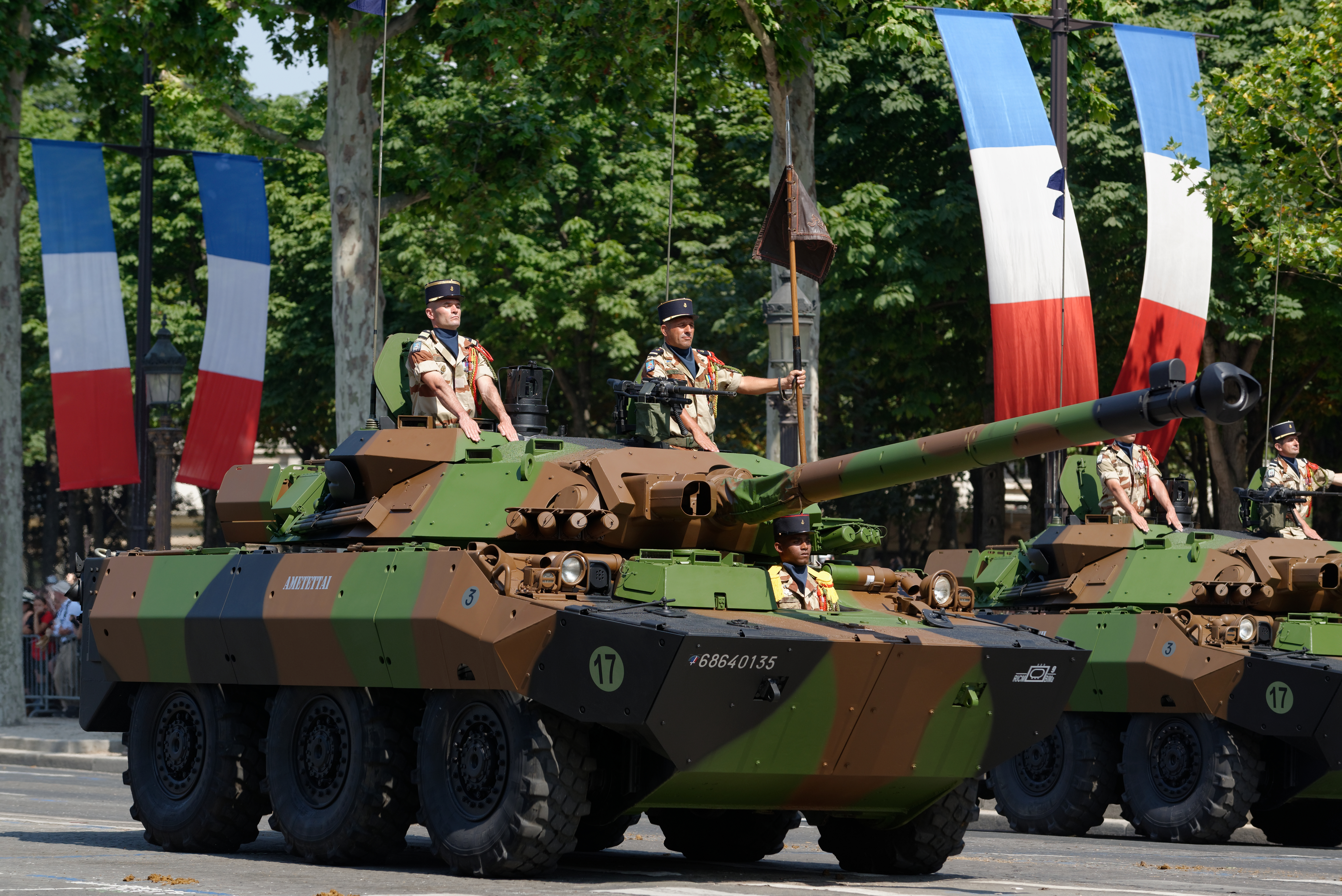
AMX-10RC
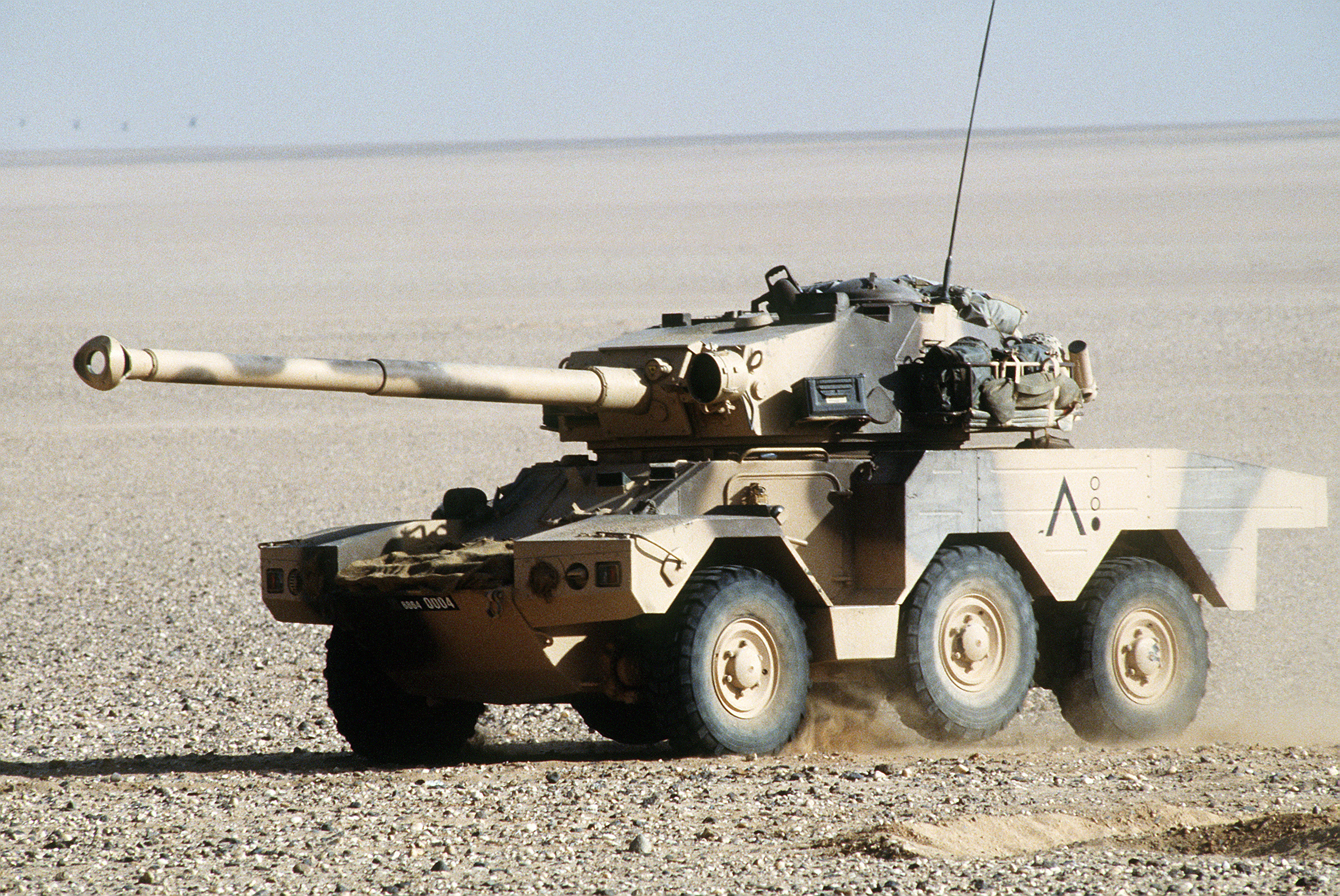
ERC 90
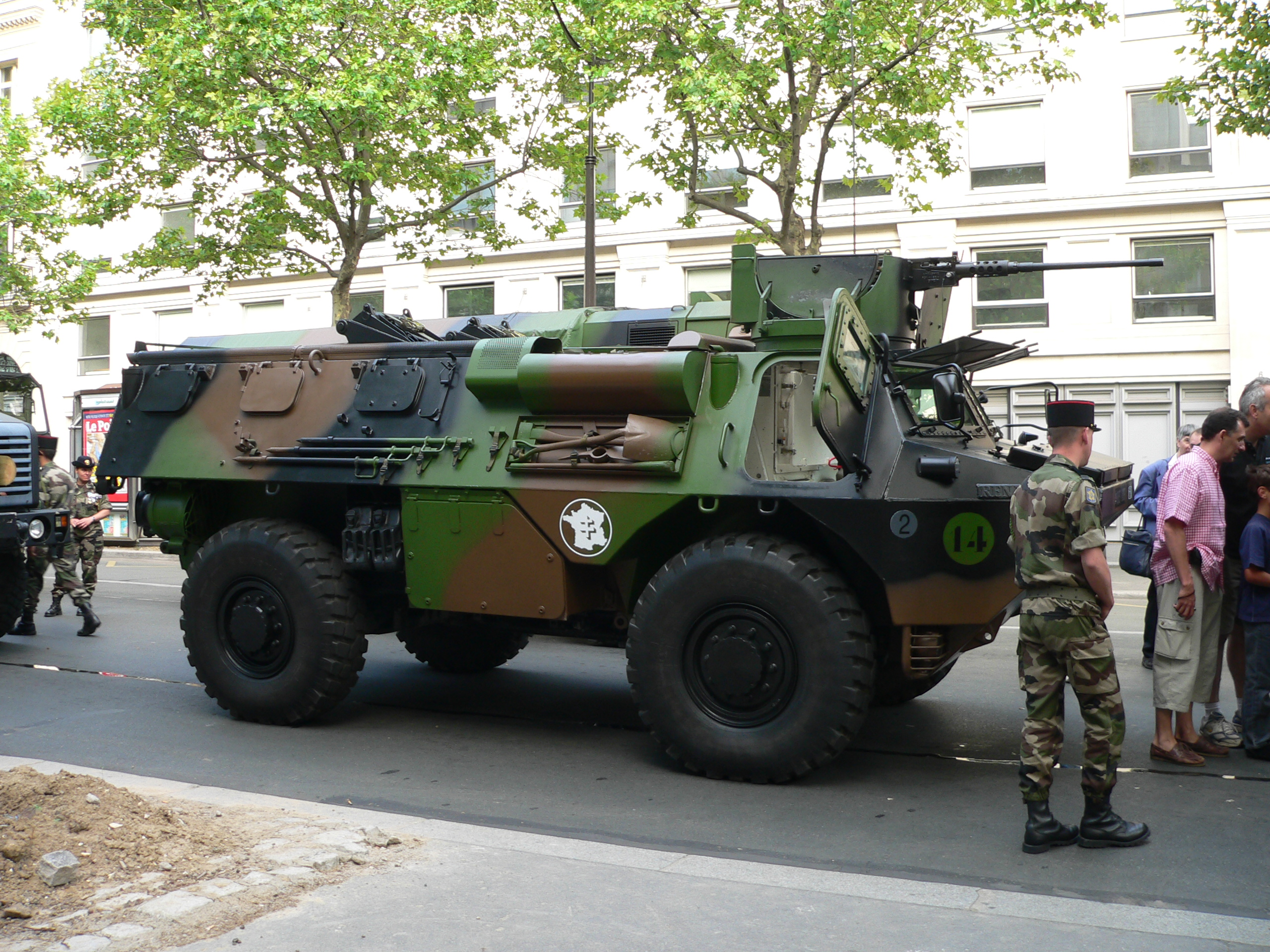
VAB
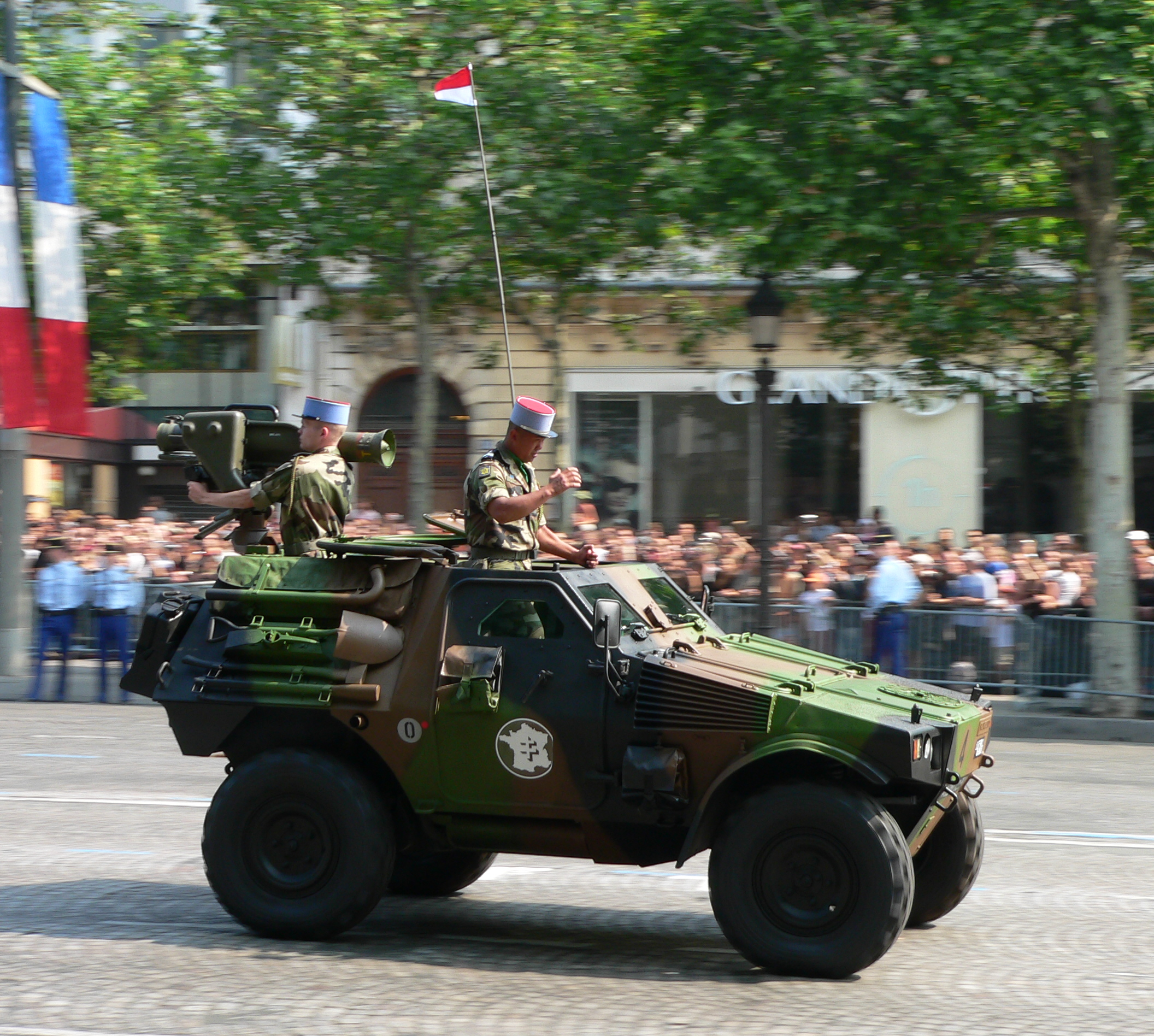
VBL
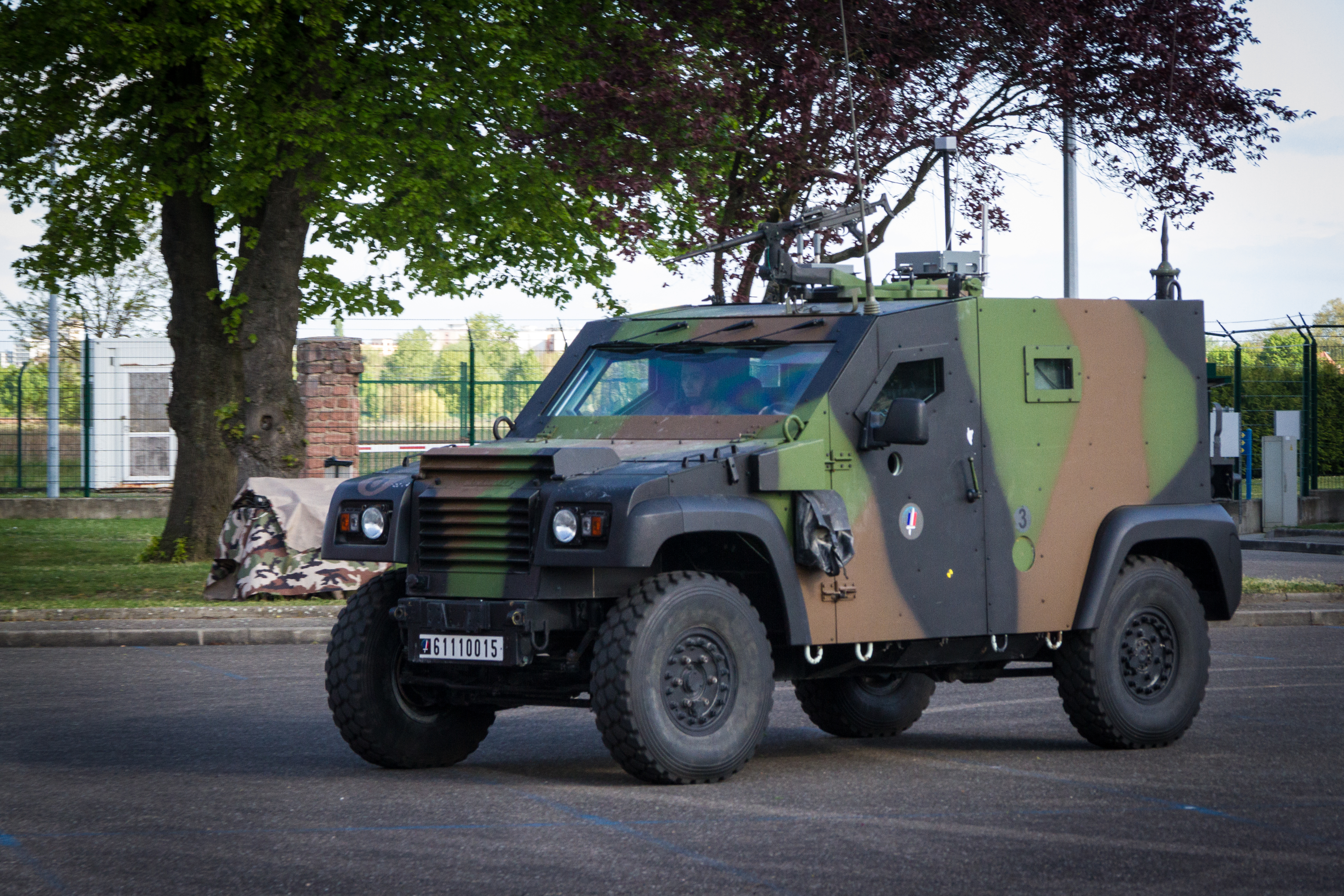
PVP
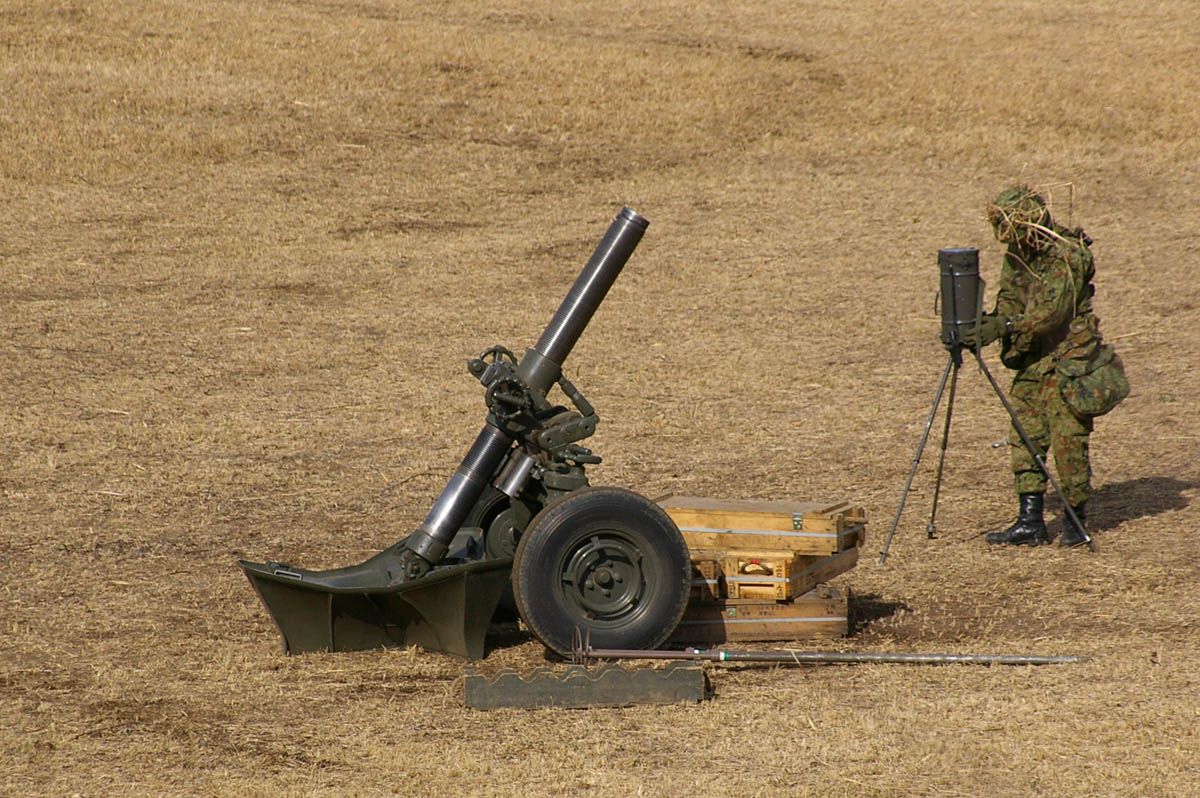
RTF1

В испанской 6-й воздушно-десантной бригаде оснащение состоит из Iveco LMV, BMR, URO VAMTAC, 81-мм миномётом ECIA L-65/81 на шасси URO VAMTAC, 155-мм буксируемой гаубицы SIAC, разведывательные подразделения передвигаются на Centauro и БРМ VEC-M1.
В британской 16-й десантно-штурмовой бригаде используемое оборудование состоит из вертолётов Lynx AH9A, WAH-64 Apache, 105-мм гаубицы L118, автомобилей Jackal, WMIK Land Rover, Pinzgauer 4x4, транспортного вездехода-амфибии Supacat ATMP, ПЗРК Starstreak HVM, минидронов Desert Hawk III.

## ВДВ СССР и России

### ВДВ СССР
В конце 1930 года под Воронежем была создана советская воздушно-десантная часть — авиамотодесантный отряд. В декабре 1932 года он был развернут в 3-ю авиационную бригаду особого назначения, которая с 1938 года стала именоваться 201-й воздушно-десантной бригадой.
Первое применение воздушного десанта в истории военного дела произошло ещё весной 1929 года. В осаждённом басмачами городе Гарм была высажена с воздуха группа вооружённых красноармейцев, которая при поддержке местных жителей разгромила банду, вторгшуюся из-за границы на территорию Таджикистана. Однако Днём ВДВ в России и ряде других стран является 2 августа, в честь парашютного десанта на войсковом учении Московского военного округа под Воронежем 2 августа 1930 года.
В 1935 г. в Киевском военном округе состоялись крупные военные учения, в ходе которых впервые в истории СССР была отработана массовая высадка воздушного десанта с целью захвата Броварского аэропорта. Вся операция заняла не более 2 часов. Свидетелем этого воздушного десанта был и британский фельдмаршал Арчибальд Уэйвелл.
В 1939 году приняли участие в разгроме японцев у Халхин-Гола.
В 1940 году приняли участие в операции по присоединению Бессарабии к СССР.

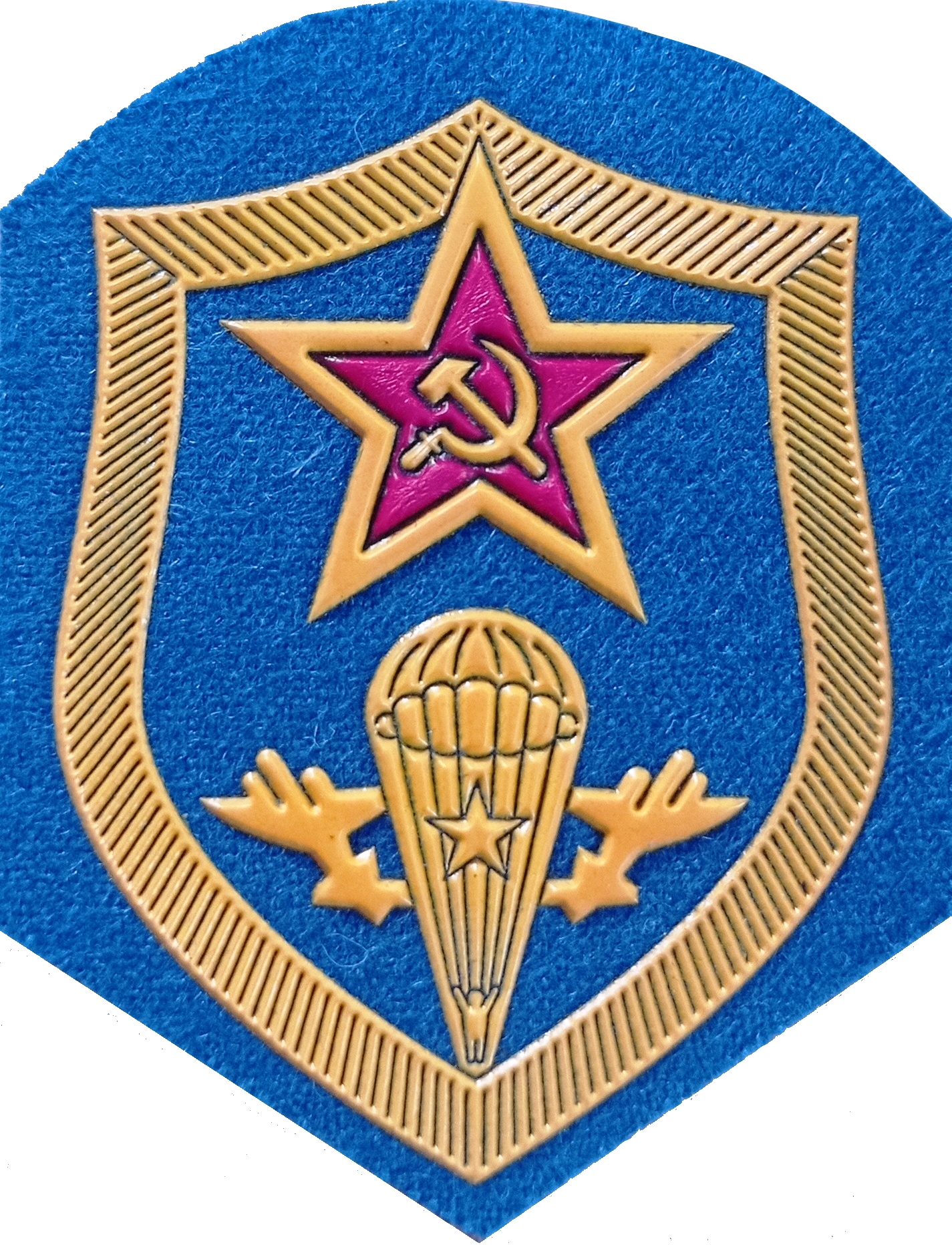
Нарукавный знак ВДВ СССР (с 1969 по 1991)

Во время Великой Отечественной войны ВДВ широко применили в контрнаступлении под Москвой — зимой 1942 г. была проведена Вяземская воздушно-десантная операция.
В сентябре 1943 г. применен воздушный десант для содействия войскам Воронежского фронта в форсировании реки Днепр.
Десантные действия применялись в Маньчжурской стратегической операции в августе 1945 г.
В августе 1944 года войска ВДВ были объединены в Отдельную гвардейскую воздушно-десантную армию, а 18 декабря 1944 года приказом СВГК КА № 0047 армия была расформирована. На её базе была сформирована 9-я гвардейская армия. Все дивизии и бригады ВДВ переформированы в гвардейские стрелковые дивизии и корпуса. Оставшиеся три бригады ВДВ (5-я, 8-я, 24-я) были переданы в ВВС КА. Начальником управления ВДВ ВВС КА назначен генерал-лейтенант Затевахин Иван Иванович.
10 июня 1946 года приказом министра ВС СССР, на основании постановления СМ СССР от 3 июня 1946 года, ВДВ переданы в состав сухопутных войск Вооружённых сил СССР, непосредственно подчинены Министру Вооруженных сил СССР являясь резервом Верховного Главнокомандующего, а на вновь введенную должность был назначен генерал-полковник Глаголев Василий Васильевич.
В 1956 году две воздушно-десантные дивизии принимали участие в венгерских событиях.
В 1968 году воздушно-десантные дивизии высаживались на двух аэродромах ЧССР во время операции «Дунай».
В СССР впервые в мире были созданы воздушно-десантные войска, располагавшие собственной броневой техникой и самоходной артиллерией.
В Афганской войне (1979—1989) от воздушно-десантных и десантно-штурмовых формирований ВС СССР участвовали одна воздушно-десантная дивизия, одна отдельная десантно-штурмовая бригада, один отдельный парашютно-десантный полк и два десантно-штурмовых батальона в составе отдельных мотострелковых бригад.

### ВДВ Российской Федерации
ВДВ России имеют статус отдельного рода войск Вооружённых сил Российской Федерации. Являются резервом Верховного Главнокомандования.

Флаг ВДВ
Средняя эмблема ВДВ
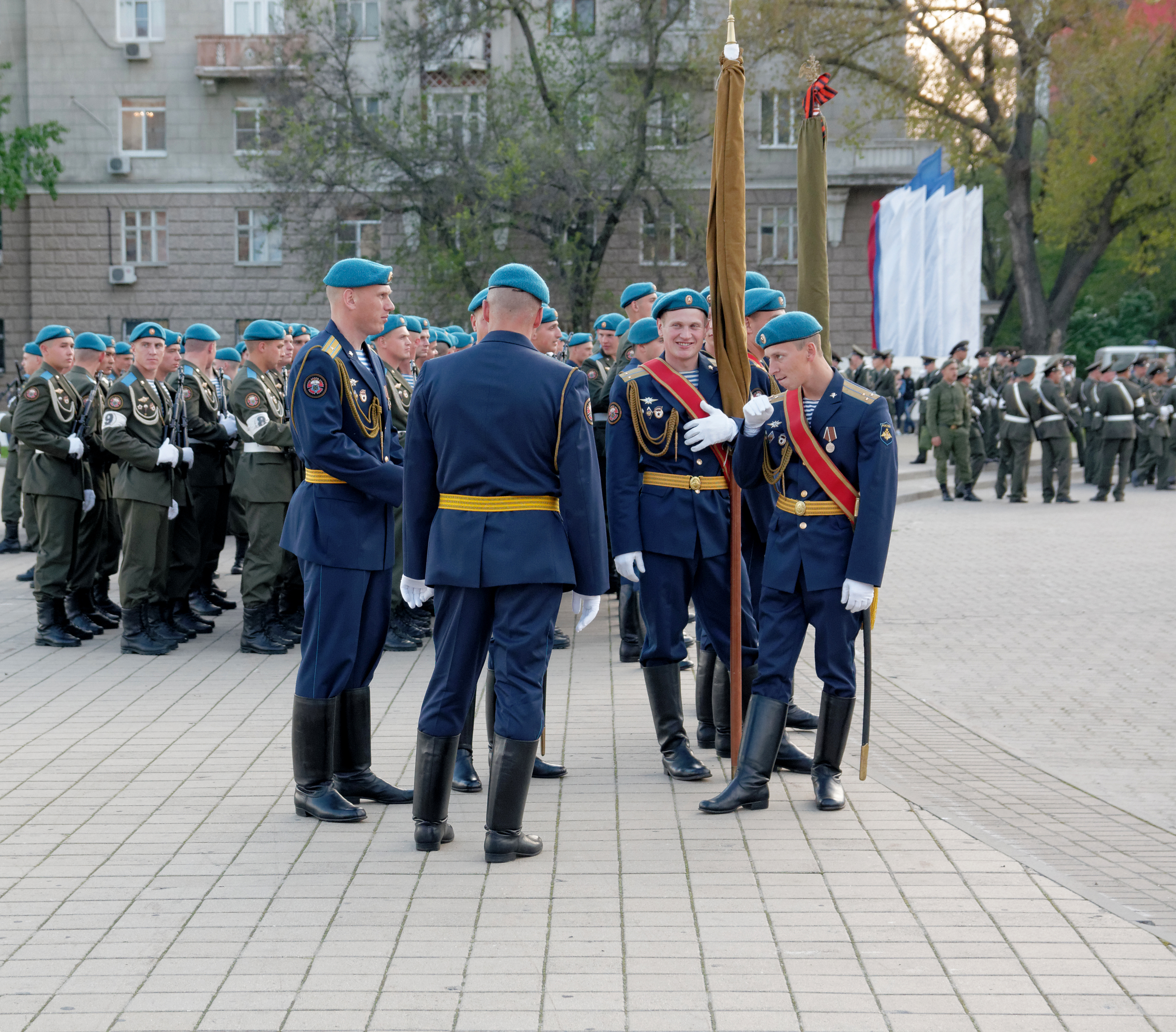
Ростов-на-Дону, Репетиция Парада Победы
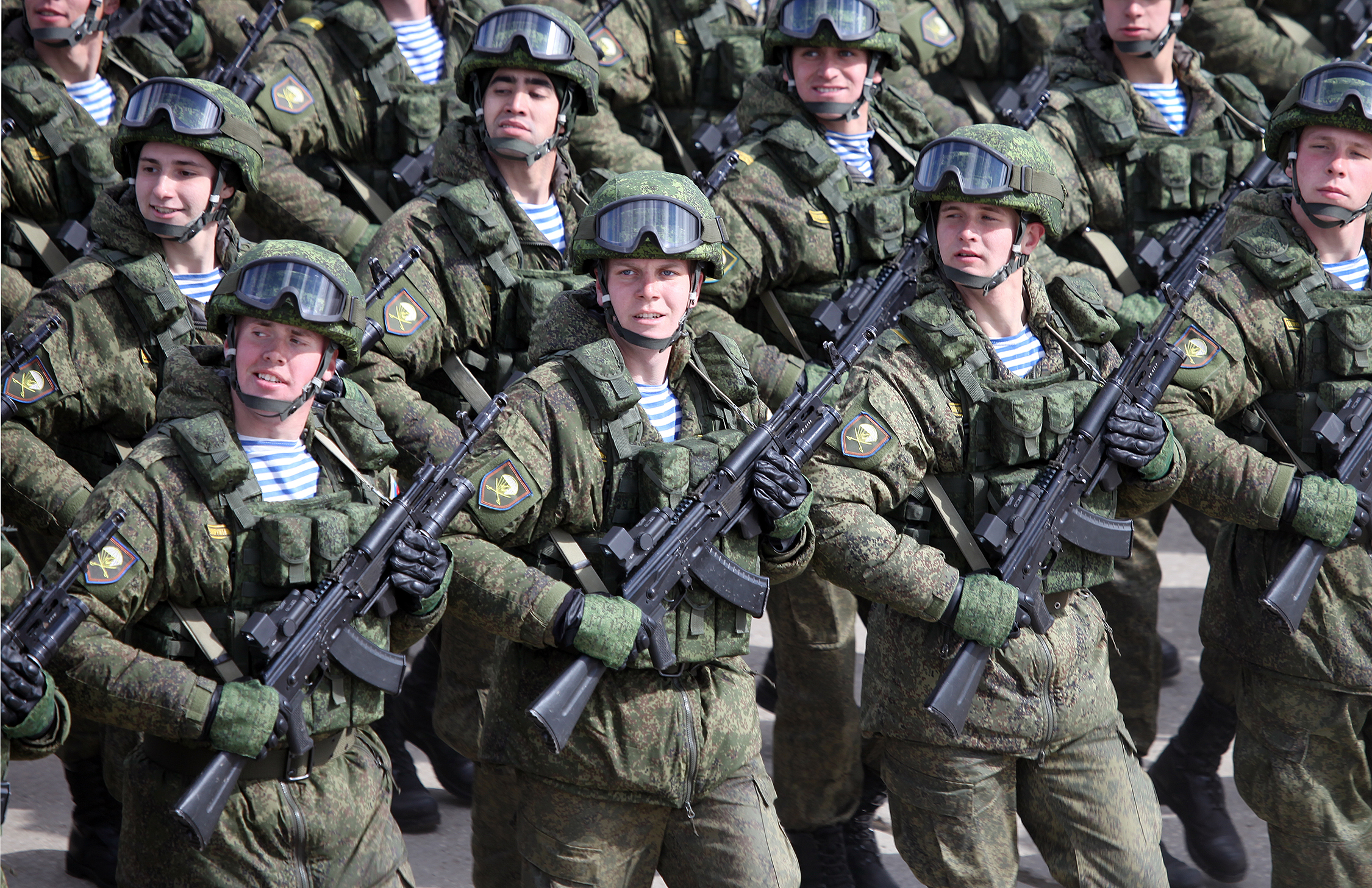
Российские десантники 217-го гв. пдп репетиции Парада Победы на полигоне Алабино
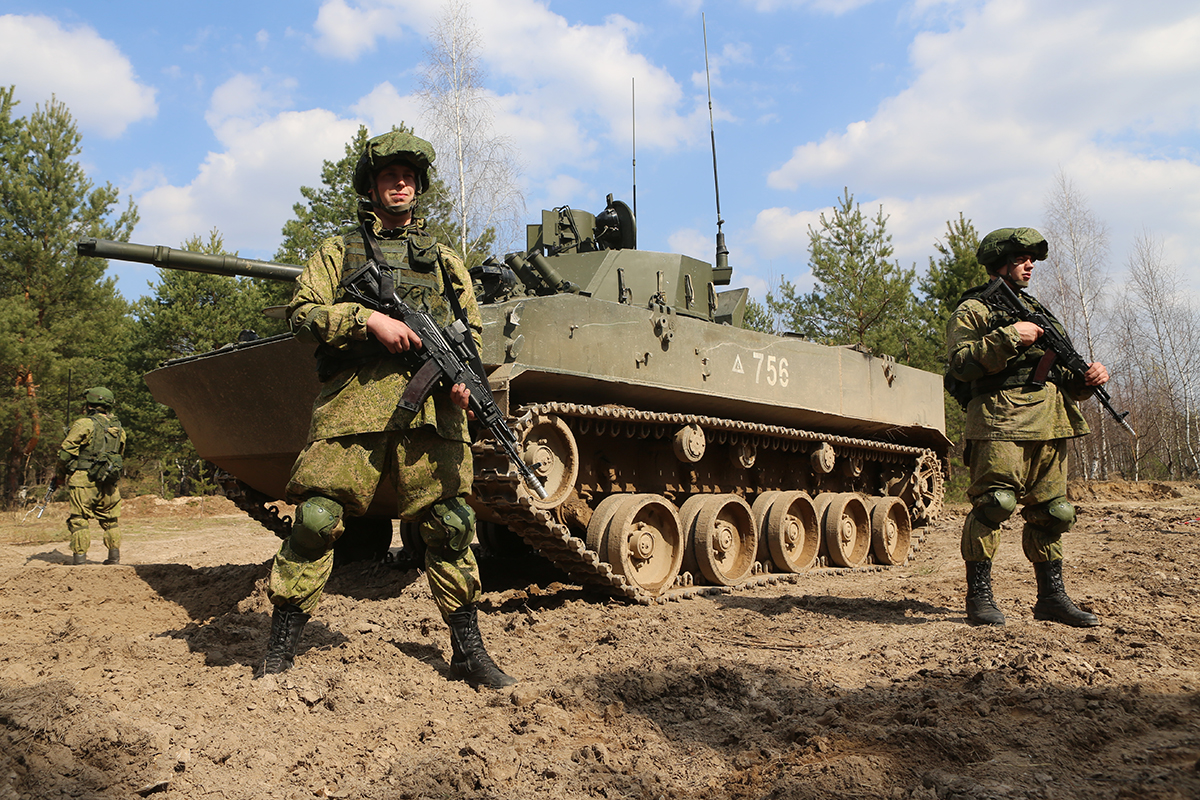
Российские десантники 137-го гв. пдп на учениях в Белоруссии.

## В других странах

### Австралия
В состав воздушно-десантных войск, созданных Австралией, входил ряд обычных и специальных подразделений. Во время Второй мировой войны австралийская армия сформировала 1-й парашютный батальон, однако в боевых действиях он не участвовал. В послевоенный период парашютный потенциал Австралии поддерживался в основном подразделениями спецназа. В начале 1980-х годов был возрожден потенциал парашютной пехоты, что привело к формированию в 1983 году группы парашютных батальонов на базе 3-го батальона Королевского австралийского полка (3 RAR). В 1997 году был сформирован полк коммандос, способный проводить крупномасштабные операции, который развивался в течение 2000-х годов. В 2011 году 3 RAR отказался от роли парашютиста, поскольку армия решила отказаться от обычного парашютного потенциала, отдав предпочтение крупномасштабному парашютному потенциалу сил специального назначения.

### Беларусь
Силы специальных операций (бел. Cілы спецыяльных аперацый):
Командование подчиняется непосредственно Генеральному штабу Вооружённых сил. Включают в себя: 38-ю отдельную гвардейскую десантно-штурмовую бригаду , 103-ю отдельную гвардейскую воздушно-десантную бригаду, 5-ю отдельную бригаду специального назначения, 33-й отдельный гвардейский отряд специального назначения. Численность — около 6 тыс. чел.

### Германия

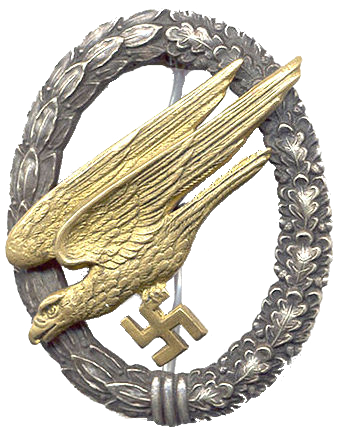
Нагрудный знак парашютиста ВДВ Вермахта, Германия

#### Вермахт
Воздушно-десантные силы вооружённых сил нацистской Германии оперативно-тактического развертывания во вражеском тылу, являлись элитным родом войск, из числа добровольцев в которые набирались только лучшие солдаты рейха. Формирование частей воздушно-десантных сил вооружённых сил нацистской Германии — «парашютистов-егерей» (нем. Fallschirmjäger, от Fallschirm  — «парашют» и Jäger  — «охотник, егерь») началось в 1936 году и продолжилось в годы Второй мировой войны. В период с 1940 по 1941 год они были использованы в крупных. и весьма успешных, воздушно-десантных операциях в Норвегии, Бельгии, Нидерландах и Греции. В последующие годы были не менее крупномасштабные операции с их участием, в том числе и в качестве регулярных пехотных соединений, для поддержки основных сухопутных сил. Дерзкие операции и крупные успехи немецких воздушно-десантных подразделений в Европе в 1940—1941 годах, заставили высшее руководство и остальных стран-участниц войны (в частности, Великобритании и США) пересмотреть своё отношение к этому новому роду войск. От западных союзников по антигитлеровской коалиции, немецкие десантники-парашютисты получили прозвище «зелёные дьяволы». В течение всей Второй мировой войны бессменным командиром немецких егерей-парашютистов был их основатель генерал-полковник Курт Штудент.

#### Войска СС
500-й парашютный батальон СС был воздушно-десантным подразделением войск СС. Идея создания десантного подразделения в составе войск СС, как утверждается, исходила непосредственно от рейхсфюрера СС Генриха Гиммлера.

#### Бундесвер
В бундесвере имеется 1-я воздушно-десантная бригада в составе Дивизии быстрого реагирования.

### Великобритания

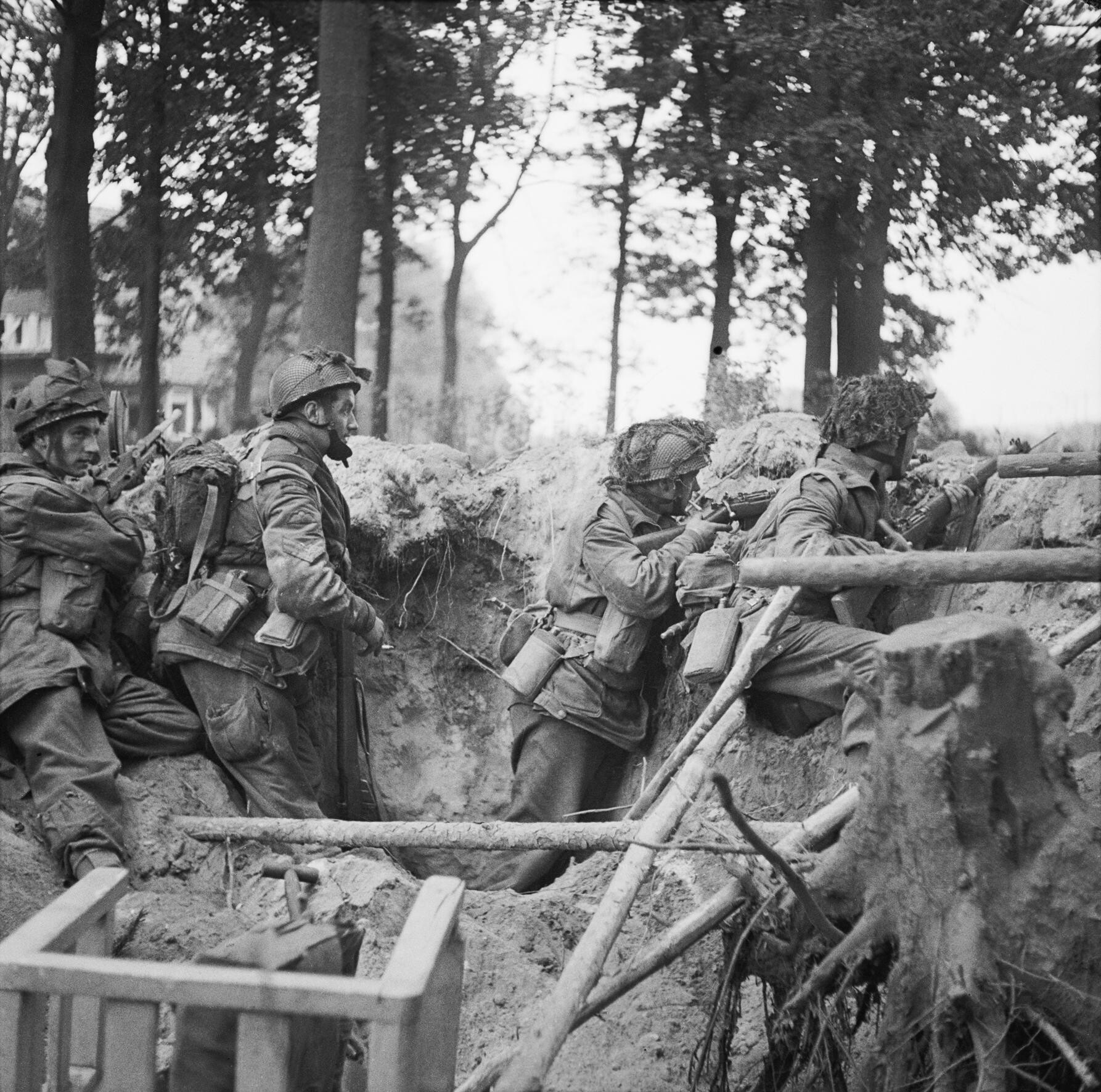
Британские десантники 1 пб, 1 (британской) вдд ведут бой. Голландия. 17 сентября 1944

Воздушно-десантные войска Великобритании, основным воздушно-десантным компонентом является 16-я десантно-штурмовая бригада (англ. 16th Air Assault Brigade). Бригада была создана 1 сентября 1999 года слиянием компонентов расформированных 5-й воздушно-десантной (англ. 5th Airborne Brigade) и 24-й аэромобильной (англ. 24th Air Mobile Brigade) бригад. Штаб и подразделения бригады расквартированы в городе Колчестер, графство Эссекс. 16-я десантно-штурмовая бригада входит в состав реакционных сил сухопутных войск Великобритании.

### Израиль
Бригадa «Цанханим» (ивр. חטיבת הצנחנים‎ — «бригада парашютистов») — израильская отборная высокомобильная воздушно-десантная регулярная бригада. «Цанханим» — мобильное отборное подразделение, укомплектованное добровольцами и считающееся самым боеспособным из регулярных пехотных бригад. Бригада определяется как десантируемая, аэромобильная и является единственной бригадой ЦАХАЛ, передвигающейся на вездеходах, и специализированной мобильной технике. Эти особенности определяют цели и характер задач, которые ставятся бригаде. Многие операции, в которых принимали участие силы бригады, носили характер специальных операций. Бригада достигла высочайшей репутации в Израиле, пользуется большой популярностью среди призывников (конкурс доходит до 7 человек на место), и является важной ступенькой в карьере многих офицеров. Выходцами из «Цанханим» были пять начальников Генштаба ЦАХАЛ и 3 министра обороны.
Бригада была сформирована в 1954—1956 годах слиянием нескольких частей специального назначения.
Бригада «Цанханим» относится к Центральному округу и входит в состав 98-й резервной воздушно-десантной дивизии, комплектуемой резервистами, прошедшими действительную службу в бригаде.

### Италия
Воздушно-десантные силы Италии представляют собой воздушно-десантную бригаду «Фольгоре» (итал. Brigata paracadutisti "Folgore") дислоцированную в Ливорно, Тоскана. Фольгоре входит в дивизию «Витторио-Венето». Кроме того, парашютно-десантный профиль имеют полки специального назначения, находящиеся в подчинении Командования сил специального назначения.

### Испания
Воздушно-десантные силы Испании состоят из 6-й воздушно-десантной бригады «Альмогаварес» (исп. Brigada «Almogávares» VI de Paracaidistas), дислоцированную в Паракуэльос-де-Харама, в регионе Мадрид. 6-я вдбр находится в составе дивизии «Сан-Марсиаль».

### Казахстан

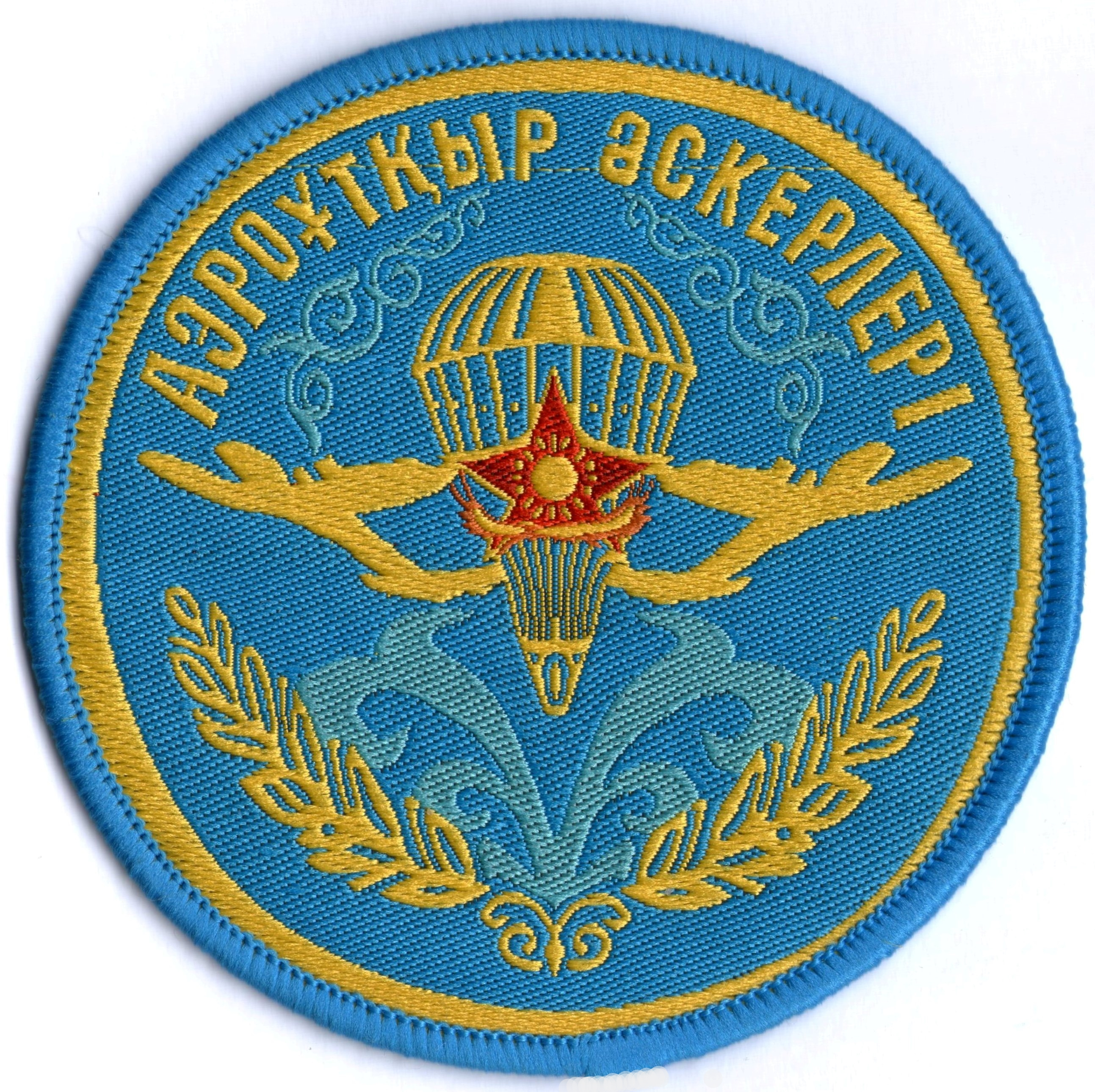
Нарукавный знак аэромобильных войск ВС РК

Десантно-штурмовые войска — резерв Верховного Главнокомандующего Вооружёнными Силами страны. Входят в состав Сухопутных войск. На данный момент состоят из 5 бригад. Три отдельные десантно-штурмовые бригады (35-я в Капчагае, 36-я в Астане, 37-я в Талдыкоргане, 107-я отдельная бригада связи в пос. Боралдай Илийского р-на Алматинской обл.), 38-я десантно-штурмовая бригада в Алма-Ате — «КазБриг» — миротворческая бригада, подготовленная по стандартам ООН в Алма-Ате. Кроме указанных подразделений в состав аэромобильных войск входят Отдельный разведывательный батальон в Талдыкоргане и Отдельный батальон связи в пос. Шиликемир Алматинской области

### Китай
В составе ВВС НОАК находится Воздушно-десантный корпус. Он включает в себя, на 2019 год, 6 воздушно-десантных бригад, 1 бригаду специального назначения, 1 вертолётный полк, 1 бригаду тылового обеспечения, 1 военно-транспортную авиационную бригаду (Y-7; Y-8). ВДК ВВС НОАК оснащён БМД ZBD-03, БТР ZZZ-03, самоходными ПТРК HJ-9, гаубицами Д-30, 107-мм РСЗО PH-63, 82-мм и 100-мм миномётами. Для десантирования используются средние военно-транспортные самолёты Y-8, лёгкие самолёты Y-7, Y-12D. Вертолёты состоят из ударных WZ-10K, разведывательных Z-8KA, многоцелевых Z-9WZ. ПВО состоит из ПЗРК QW-1 и 25-мм зенитных установок PG-87.

### Польша
В составе Сухопутных войск находятся Аэромобильные войска (Wojska Aeromobilne). Аэромобильные войска состоят из 25-й бригады воздушной кавалерии (пол. 25 Brygada Kawalerii Powietrznej) и 6-й воздушно-десантной бригады (пол. 6 Brygada Powietrznodesantowa).

### Сербия
63-я парашютная бригада восстановлена в 2019 году. Находится в прямом подчинении генерального штаба. Задачами бригады являются разведка в оперативной и стратегической глубине вражеской территории; диверсионные и противодиверсионные действия; поиск и спасение; захват важных районов; дезорганизация управления войск противника; осуществление целеуказания для авиации и артиллерии; осуществление десантных операций на уязвимых участках фронта.

### США
Воздушно-десантные войска США представлены двумя дивизиями в составе сухопутных войск: 82-й и 101-й воздушно-десантными дивизиями, входящие в состав 18-го воздушно-десантного корпуса и двумя бригадами: 2/11-й воздушно-десантной бригадой на Аляске и 173-й воздушно-десантной бригадой в области Венеция. Кроме того, парашютно-десантными являются формирования войск специального назначения: 1-й оперативный отряд СпН «Дельта», 75-й полк рейнджеров и Силы специального назначения Армии США («Зелёные береты»).

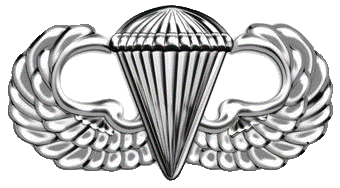
Эмблема парашютиста ВС США
- Парашютное десантирование техники Сил СпН Армии США в Аризоне. 8 октября 2020
- Элементы воздушно-десантной подготовки в Армии США.

Тактический знак НАТО для обозначения формирований на карте и в документах

### Украина
С декабря 1992 по 2 августа 2012 гг. — Аэромобильные войска Сухопутных войск Вооружённых сил Украины;
С 2 сентября 2012 по 21 ноября 2017 гг. — Высокомобильные десантные войска Вооружённых сил Украины;
С 21 ноября 2017 г. — Десантно-штурмовые войска Вооружённых сил Украины.
Десантно-штурмовые войска Украины — отдельный элитный род войск Вооружённых сил Украины, в состав которого входят воздушно-десантные, десантно-штурмовые аэромобильные и разведывательные части и подразделения, а также части обеспечения, в частности учебная. Предназначенные для действий в тылу противника, действий в ходе специальных, антитеррористических и миротворческих операций и выполнения заданий, которые невозможно эффективно решить другими силами и средствами. В 2005 году на базе тогда ещё Аэромобильных войск были сформированы Объединённые силы быстрого реагирования. Украинские ДШВ состоят из пяти отдельных десантно-штурмовых (45, 46, 79, 80 и 95), одной отдельной воздушно-десантной (25) и одной отдельной аэромобильной (81) бригад, а также 132-го отдельного разведывательного батальона.

### Франция
Воздушно-десантные войска Франции представлены 11-й воздушно-десантной бригадой (фр. 11e brigade parachutiste) дислоцированной в Бальме, регион Окситания и Командованием сил специального назначения, в составе которого находятся 1-й парашютно-десантный полк марин (Байонна) и 13-й драгунский парашютно-десантный полк (Мартиньяс-сюр-Жаль). Также за пределами Франции находится 2-й парашютно-десантный полк марин (Сен-Пьер (Реюньон)). Кроме того, воздушно-десантную подготовку получают Силы специального назначения и морской пехоты ВМС Франции.

### Япония

#### Армия и флот Японской империи (1871—1945)
У Японской империи сосуществовало два вида ВДВ: армейские и флотские. Парашютные части сухопутных войск приняли активное участие в начале Тихоокеанской войны. Армейские ВДВ состояли из нескольких полков, сведённых к концу войны в одну дивизию. Флотские ВДВ состояли из трёх подразделений и использовались также как морская пехота.

#### Силы самообороны Японии
Сухопутные силы самообороны Японии имеют в своём составе 1-ю воздушно-десантную бригаду (яп. 第1空挺団, Dai-Ichi Kūtei Dan).

## Интересные факты

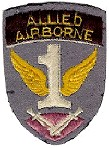
Нарукавный знак 1-й ВДА Западных союзников по антигитлеровской коалиции, 1944

- Во время Второй мировой войны были созданы крупнейшие оперативные объединения воздушно-десантных войск — воздушно-десантная армия (ВДА), которая предназначалась для выполнения крупных оперативных задач в тылу противника. Первым подобным объединением в конце 1943 года стала 1-я парашютная армия в нацистской Германии, в составе нескольких воздушно-десантных дивизий. В 1944 году англо-американское командование также создало 1-ю союзную воздушно-десантную армию, в состав которой вошли 1-й британский и 18-й американский воздушно-десантные корпуса (всего пять воздушно-десантных дивизий) и несколько соединений военно-транспортной авиации. В боевых действиях в полном составе эти армии участия не принимали.
- Во время Великой Отечественной войны 1941—1945 годов десятки тысяч солдат, сержантов, офицеров воздушно-десантных частей ВВС РККА были награждены орденами и медалями, а 126 человек были удостоены звания Героя Советского Союза.
- После окончания Великой Отечественной войны и на протяжении нескольких десятилетий ВДВ СССР (России) считались, и вероятно остаются, самыми массовыми воздушно-десантными войсками в мире[21].
- Только советские парашютисты в полном боевом снаряжении смогли десантироваться на Северный полюс, в конце 40-х годов[22].
- Только советские парашютисты могли успешно десантироваться с многокилометровой высоты в боевых машинах десанта[22].

По данному сигналу из духовой пушки с аэростата главного начальника воздушной эскадры вдруг солдаты бросились опрометью на землю с неизмеримой высоты. Я обмер от страха, но вскоре пришёл в себя, увидев распускающиеся в воздухе парашюты, которые, плавно опускаясь в различных направлениях, представили взорам моим другого рода прелестное зрелище. Солдаты, коснувшись земли, выпутались проворно из сеток, свернули парашюты и, привязав их как ранцы к спине, немедленно построились и начали производить пешие маневры.
- Посол СССР в Великобритании И. М. Майский писал: «…в начале 1936 года я показывал в Лондонском посольстве наш фильм „Киевские манёвры“ перед избранной военно-политической аудиторией. Мои гости, за малыми исключениями (среди которых, между прочим, были Черчилль и недавно умерший генерал Дилл), отнеслись к этому военному нововведению крайне скептически. А на другой день в курилке парламента небезызвестный генерал Альфред Нокс суммировал общее впечатление от фильма так: „Я всегда был убеждён в том, что русские — это нация мечтателей“.»[23]
- Появление воздушно-десантных войск было предсказано писателем Фаддеем Булгариным в фантастическом произведении «Правдоподобные небылицы, или Странствование по свету в XXIX веке», написанном в 1824 году[24].